# You da One

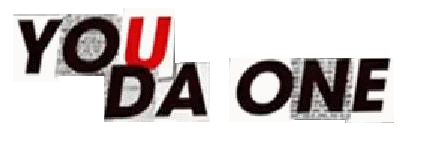
logo

You da one is een nummer van de Barbadiaanse zangeres Rihanna. Het is de tweede single van haar zesde studioalbum getiteld Talk that talk en de opvolger van We found love, haar duet met Calvin Harris. Op 19 november 2011 kwam de single op nummer 92 binnen in de Nederlandse Single Top 100. In diezelfde week was het nummer Alarmschijf op Radio 538. Het is haar 18e Alarmschijf.

## Videoclip
Op de website RihannaDaily waren al enkele filmpjes te zien geweest die een kijkje achter de schermen gaven. Daarin was Rihanna te zien met een witte pruik en bij een roze achtergrond die velen deed denken aan de film A Clockwork Orange. Op een ander filmpje was zij te zien met gouden tanden zoals die van hiphopcollega's Kanye West en Nelly. De clip ging in première op 23 december 2011 en is grotendeels in zwart-wit. Gedurende het liedje verschijnt steeds een deel van de liedtekst. Tijdens de clip zien we Rihanna met een zonnebril en een bolhoed. De clip duurt in totaal 3 minuten en 28 seconden. Eind februari 2012 was de clip al meer dan 44 miljoen keer bekeken.

## Hitnotering

### Nederlandse Top 40
| Hitnotering: 03-12-2011 t/m 24-12-2011 | Hitnotering: 03-12-2011 t/m 24-12-2011 | Hitnotering: 03-12-2011 t/m 24-12-2011 | Hitnotering: 03-12-2011 t/m 24-12-2011 | Hitnotering: 03-12-2011 t/m 24-12-2011 | Hitnotering: 03-12-2011 t/m 24-12-2011 |
| Week:                                  | 1                                      | 2                                      | 3                                      | 4                                      |                                        |
| -------------------------------------- | -------------------------------------- | -------------------------------------- | -------------------------------------- | -------------------------------------- | -------------------------------------- |
| Positie:                               | 34                                     | 32                                     | 28                                     | 39                                     | uit                                    |

### NederlandseSingle Top 100
| Hitnotering: (Week 1 t/m 5) 19-11-2011 t/m 17-12-2011 Hitnotering: (Week 6 t/m 8) 31-12-2011 t/m 14-01-2012 | Hitnotering: (Week 1 t/m 5) 19-11-2011 t/m 17-12-2011 Hitnotering: (Week 6 t/m 8) 31-12-2011 t/m 14-01-2012 | Hitnotering: (Week 1 t/m 5) 19-11-2011 t/m 17-12-2011 Hitnotering: (Week 6 t/m 8) 31-12-2011 t/m 14-01-2012 | Hitnotering: (Week 1 t/m 5) 19-11-2011 t/m 17-12-2011 Hitnotering: (Week 6 t/m 8) 31-12-2011 t/m 14-01-2012 | Hitnotering: (Week 1 t/m 5) 19-11-2011 t/m 17-12-2011 Hitnotering: (Week 6 t/m 8) 31-12-2011 t/m 14-01-2012 | Hitnotering: (Week 1 t/m 5) 19-11-2011 t/m 17-12-2011 Hitnotering: (Week 6 t/m 8) 31-12-2011 t/m 14-01-2012 | Hitnotering: (Week 1 t/m 5) 19-11-2011 t/m 17-12-2011 Hitnotering: (Week 6 t/m 8) 31-12-2011 t/m 14-01-2012 | Hitnotering: (Week 1 t/m 5) 19-11-2011 t/m 17-12-2011 Hitnotering: (Week 6 t/m 8) 31-12-2011 t/m 14-01-2012 | Hitnotering: (Week 1 t/m 5) 19-11-2011 t/m 17-12-2011 Hitnotering: (Week 6 t/m 8) 31-12-2011 t/m 14-01-2012 | Hitnotering: (Week 1 t/m 5) 19-11-2011 t/m 17-12-2011 Hitnotering: (Week 6 t/m 8) 31-12-2011 t/m 14-01-2012 | Hitnotering: (Week 1 t/m 5) 19-11-2011 t/m 17-12-2011 Hitnotering: (Week 6 t/m 8) 31-12-2011 t/m 14-01-2012 |
| Week: | 1 | 2 | 3 | 4 | 5 | | 6 | 7 | 8 | |
| --- | --- | --- | --- | --- | --- | --- | --- | --- | --- | --- |
| Positie: | 92 | 65 | 53 | 79 | 99 | uit | 61 | 58 | 81 | uit |

### VlaamseUltratop 50
| Hitnotering: 21-01-2012 t/m 18-02-2012 | Hitnotering: 21-01-2012 t/m 18-02-2012 | Hitnotering: 21-01-2012 t/m 18-02-2012 | Hitnotering: 21-01-2012 t/m 18-02-2012 | Hitnotering: 21-01-2012 t/m 18-02-2012 | Hitnotering: 21-01-2012 t/m 18-02-2012 | Hitnotering: 21-01-2012 t/m 18-02-2012 |
| Week:                                  | 1                                      | 2                                      | 3                                      | 4                                      | 5                                      |                                        |
| -------------------------------------- | -------------------------------------- | -------------------------------------- | -------------------------------------- | -------------------------------------- | -------------------------------------- | -------------------------------------- |
| Positie:                               | 50                                     | 40                                     | 39                                     | 44                                     | 48                                     | uit                                    |